# Therkel Therkelsen
Therkel Therkelsen (født 20. april 1804 i Kalhave i Hornborg Sogn vest for Horsens, død 5. juni 1883 sammesteds) var en dansk gårdmand og politiker.
Therkelsen var gårdmand i Kalhave i Hornborg Sogn ved Horsens hvor han boede hele sit liv. Han var medlem af sogneforstanderskabet 1842-1851, en del af tiden som formand, og af Skanderborg Amtsråd 1851-1856.
Therkelsen var medlem af Folketinget valgt i Vejle Amts 5. valgkreds (Bjerrekredsen) fra 4. august 1852 til 14. juni 1855 og fra 14. juni 1858 til 14. juni 1861. Herredsfoged J.P. With genopstillede ikke ved folketingsvalget i 1852, og Therkelsen blev i stedet valgt ved kåring. Han blev også kåret ved valgene i februar og maj 1853. Therkelsen stillede ikke op i første omgang ved folketingsvalget i 1854, men den eneste kandidat, proprietær H.I. Linddahl, blev nedstemt med 60 stemmer for og 155 stemmer imod. Derefter stillede Therkelsen op mod Linddahl ved omvalget og vandt med 240 stemmer mod 160 stemmer til Linddahl. Therkelsen stillede ikke op ved næste valg i 1855, men vendte tilbage og blev igen valgt ved kåring i 1858, hvorefter han ikke stillede op mere.